# Estatus de ciudad en el Reino Unido
El estatus de ciudad en el Reino Unido es concedido por el  monarca británico a un grupo selecto de comunidades. La obtención de dicho estatus no otorga al asentamiento otro derecho especial más allá del poder denominarse "ciudad".
El estatus no se aplica de forma automática basado en algún criterio en particular, aunque en Inglaterra y Gales era otorgado tradicionalmente a los pueblos con catedrales diocesanas.[cita requerida] Esta asociación entre poseer una catedral y ser llamada ciudad fue establecida en los principios de la década de 1540 cuando el rey Enrique VIII fundó diócesis (cada una con una catedral en su ciudad sede) en seis pueblos ingleses y también les otorgó el estatus de ciudad mediante la emisión de patentes reales.
El estatus de ciudad en Irlanda fue otorgado a muchas menos comunidades que en Inglaterra y Gales, existiendo solo dos ciudades anteriores al siglo XIX en la actual Irlanda del Norte. En Escocia, el estatus de ciudad no recibía ningún reconocimiento explícito por parte del estado hasta el siglo XIX. En esa época tuvo lugar un resurgimiento de las concesiones de estatus de ciudad, primero en Inglaterra, donde fueron acompañadas por el establecimiento de nuevas catedrales, y luego en Escocia e Irlanda.
En el siglo XX, fue reconocido de forma explícita que el otorgamiento del estatus de ciudad ya no estaría vinculado a la presencia de una catedral, y desde entonces fue otorgado a las comunidades sobre variados criterios, incluyendo el tamaño de la población.

## Lista oficial de ciudades
La siguiente lista incluye los municipios del Reino Unido que llevan oficialmente el título de city (ciudad) en septiembre de 2012. Los municipios cuyo estatus apareció en una fecha desconocida se marcan como «tiempo inmemorial» (time immemorial). La columna de «catedral» indica las catedrales diocesanas que motivaron el origen de la denominación de ciudad antes de 1888. Después, los procedimientos para la concesión del estatus han cambiado.
| Imagen | Ciudad                | Nación            | Desde                                                                      | Catedral (pre-1888)                                    | Autoridad municipal       | Población (2011) |
| ------ | --------------------- | ----------------- | -------------------------------------------------------------------------- | ------------------------------------------------------ | ------------------------- | ---------------- |
|        | Lincoln               | Inglaterra        | Tiempo inmemorial                                                          | Catedral de Lincoln                                    | Distrito no metropolitano | 88 400           |
|        | Ciudad de Londres     | Inglaterra        | Tiempo inmemorial                                                          | Catedral de San Pablo de Londres                       | Estatuto sui generis      | 11 500           |
|        | Durham                | Inglaterra        | Tiempo inmemorial                                                          | Catedral de Durham                                     | Charter trustees          | 42 123           |
|        | Ely                   | Inglaterra        | Tiempo inmemorial                                                          | Catedral de la Santa e Indivisible Trinidad de Ely     | Parroquia civil           | 15 102           |
|        | Exeter                | Inglaterra        | Tiempo inmemorial                                                          | Catedral de Exeter                                     | Distrito no metropolitano | 119 600          |
|        | Canterbury            | Inglaterra        | Tiempos inmemoriales                                                       | Catedral de Canterbury                                 | Distrito no metropolitano | 151 200          |
|        | Chichester            | Inglaterra        | Tiempo inmemorial                                                          | Catedral de Chichester                                 | Parroquia civil           | 23 731           |
|        | Winchester            | Inglaterra        | Tiempo inmemorial                                                          | Catedral de Winchester                                 | Distrito no metropolitano | 41 420           |
|        | York                  | Inglaterra        | Tiempo inmemorial                                                          | Catedral de York                                       | Autoridad unitaria        | 198 000          |
|        | Bangor                | Gales             | Tiempo inmemorial                                                          | Catedral Saint Daniel de Bangor                        | Comunidad                 | 21 735           |
|        | Ciudad de Carlisle    | Inglaterra        | 1158                                                                       | Catedral de Carlisle                                   | Distrito no metropolitano | 107 500          |
|        | Aberdeen              | Escocia           | 1179 (burgo real, estatuto de ciudad en 1891)                              | Catedral Saint Machar de Aberdeen                      | Autoridad unitaria        | 217 120          |
|        | Worcester             | Inglaterra        | 1189                                                                       | Catedral de Worcester                                  | Distrito no metropolitano | 94 100           |
|        | Hereford              | Inglaterra        | 1189                                                                       | Catedral de Hereford                                   | Parroquia civil           | 55 700           |
|        | Dundee                | Escocia           | 1191 (burgo real, estatuto de ciudad en 1889)                              | Catedral Saint Paul de Dundee                          | Autoridad unitaria        | 152 320          |
|        | Norwich               | Inglaterra        | 1195                                                                       | Catedral de Norwich                                    | Distrito no metropolitano | 132 000          |
|        | Wells                 | Inglaterra        | 1205                                                                       | Catedral de Wells                                      | Parroquia civil           | 10 406           |
|        | Salisbury             | Inglaterra        | 1227                                                                       | Catedral de Salisbury                                  | Parroquia civil           | 50 000           |
|        | Edimburgo             | Escocia           | 1329 (Burgo real; el estatuto de ciudad no fue nunca formalmente acordado) | Catedral de Saint Giles                                | Autoridad unitaria        | 486 120          |
|        | Coventry              | Inglaterra        | 1345                                                                       | Catedral de San Miguel de Coventry                     | Distrito metropolitano    | 318 600          |
|        | Glasgow               | Escocia           | 1492 (burgo real; el estatuto de ciudad no fue nunca formalmente acordado) | Catedral Saint Mungo de Glasgow                        | Autoridad unitaria        | 592 820          |
|        | Ciudad de Westminster | Inglaterra        | 1540                                                                       | Abadía de Westminster                                  | Distrito londinense       | 236 000          |
|        | Chester               | Inglaterra        | 1541                                                                       | Catedral de Chester                                    | Charter trustees          | 90 925           |
|        | Peterborough          | Inglaterra        | 1541                                                                       | Catedral de Peterborough                               | Autoridad unitaria        | 164 000          |
|        | Gloucester            | Inglaterra        | 1541                                                                       | Catedral de Gloucester                                 | Distrito no metropolitano | 123 205          |
|        | Bristol               | Inglaterra        | 1542                                                                       | Catedral de la Santa e Indivisible Trinidad de Bristol | Autoridad unitaria        | 428 200          |
|        | Oxford                | Inglaterra        | 1542                                                                       | Christ Church                                          | Distrito no metropolitano | 153 900          |
|        | Lichfield             | Inglaterra        | 1553                                                                       | Catedral de Lichfield                                  | Parroquia civil           | 30 583           |
|        | Bath                  | Inglaterra        | 1590                                                                       | Abadía de Bath                                         | Charter Trustees          | 83 992           |
|        | Derry/Londonderry     | Irlanda del Norte | 1613                                                                       | Catedral Saint Colomba de Londonderry                  | Distrito no metropolitano | 85 016           |
|        | Ripon                 | Inglaterra        | 1836                                                                       | Catedral de Ripon                                      | Parroquia civil           | 15 922           |
|        | Mánchester            | Inglaterra        | 1853                                                                       | Catedral de Mánchester                                 | Distrito metropolitano    | 503 000          |
|        | Ciudad de St Albans   | Inglaterra        | 1877                                                                       | Catedral Saint Alban (1877)                            | Distrito no metropolitano | 140 600          |
|        | Truro                 | Inglaterra        | 1877                                                                       | Catedral de Truro                                      | Parroquia civil           | 17 431           |
|        | Belfast               | Irlanda del Norte | 1888                                                                       | No aplicable                                           | Distrito no metropolitano | 267 500          |
|        | Wakefield             | Inglaterra        | 1888                                                                       | Catedral de Wakefield                                  | Distrito metropolitano    | 76 886           |
|        | Liverpool             | Inglaterra        | 1880                                                                       | Catedral de Liverpool                                  | Distrito metropolitano    | 434 900          |
|        | Newcastle upon Tyne   | Inglaterra        | 1882                                                                       | Catedral de Newcastle                                  | Distrito metropolitano    | 273 600          |
|        | Leeds                 | Inglaterra        | 1893                                                                       | No aplicable                                           | Distrito metropolitano    | 770 800          |
|        | Sheffield             | Inglaterra        | 1893                                                                       | No aplicable                                           | Distrito metropolitano    | 534 500          |
|        | Kingston upon Hull    | Inglaterra        | 1897                                                                       | No aplicable                                           | Autoridad unitaria        | 256 400          |
|        | Birmingham            | Inglaterra        | 1889                                                                       | No aplicable                                           | Distrito metropolitano    | 1 073 000        |
|        | Bradford              | Inglaterra        | 1897                                                                       | No aplicable                                           | Distrito metropolitano    | 293 717          |
|        | Nottingham            | Inglaterra        | 1897                                                                       | No aplicable                                           | Autoridad unitaria        | 292 400          |
|        | Cardiff               | Gales             | 1905                                                                       | No aplicable                                           | Autoridad unitaria        | 346 100          |
|        | Leicester             | Inglaterra        | 1919                                                                       | No aplicable                                           | Autoridad unitaria        | 294 700          |
|        | Stoke-on-Trent        | Inglaterra        | 1925                                                                       | No aplicable                                           | Autoridad unitaria        | 239 700          |
|        | Ciudad de Salford     | Inglaterra        | 1926                                                                       | No aplicable                                           | Distrito metropolitano    | 233 900          |
|        | Portsmouth            | Inglaterra        | 1926                                                                       | No aplicable                                           | Autoridad unitaria        | 200 000          |
|        | Plymouth              | Inglaterra        | 1928                                                                       | No aplicable                                           | Autoridad unitaria        | 256 700          |
|        | Lancaster             | Inglaterra        | 1937                                                                       | No aplicable                                           | Distrito no metropolitano | 133 914          |
|        | Cambridge             | Inglaterra        | 1951                                                                       | No aplicable                                           | Distrito no metropolitano | 123 900          |
|        | Southampton           | Inglaterra        | 1964                                                                       | No aplicable                                           | Autoridad unitaria        | 234 100          |
|        | Swansea               | Gales             | 1969                                                                       | No aplicable                                           | Autoridad unitaria        | 239 000          |
|        | Derby                 | Inglaterra        | 1977                                                                       | No aplicable                                           | Autoridad unitaria        | 236 300          |
|        | Sunderland            | Inglaterra        | 1992                                                                       | No aplicable                                           | Distrito metropolitano    | 280 300          |
|        | St David's            | Gales             | 1994                                                                       | No aplicable                                           | Comunidad                 | 1797             |
|        | Armagh                | Irlanda del Norte | 1994                                                                       | No aplicable                                           | Distrito no metropolitano | 14 590           |
|        | Brighton y Hove       | Inglaterra        | 2000                                                                       | No aplicable                                           | Autoridad unitaria        | 256 600          |
|        | Inverness             | Escocia           | 2000                                                                       | No aplicable                                           | Antiguo burgo real        | 72 745           |
|        | Wolverhampton         | Inglaterra        | 2000                                                                       | No aplicable                                           | Distrito metropolitano    | 236 400          |
|        | Preston               | Inglaterra        | 2002                                                                       | No aplicable                                           | Distrito no metropolitano | 140 200          |
|        | Stirling              | Escocia           | 2002                                                                       | No aplicable                                           | Antiguo burgo real        | 33 710           |
|        | Lisburn               | Irlanda del Norte | 2002                                                                       | No aplicable                                           | Distrito no metropolitano | 71 465           |
|        | Newport               | Gales             | 2002                                                                       | No aplicable                                           | Autoridad unitaria        | 145 700          |
|        | Newry                 | Irlanda del Norte | 2002                                                                       | No aplicable                                           | Distrito no metropolitano | 27 433           |
|        | Chemlsford            | Inglaterra        | 2012                                                                       | No aplicable                                           | Distrito no metropolitano | 168 300          |
|        | St Asaph              | Gales             | 2012                                                                       | No aplicable                                           | Comunidad                 | 3491             |
|        | Perth                 | Escocia           | 2012                                                                       | No aplicable                                           | Antiguo burgo real        | 44 820           |